# (5860) Deankoontz
(5860) Deankoontz es un asteroide perteneciente al cinturón de asteroides, región del sistema solar que se encuentra entre las órbitas de Marte y Júpiter, más concretamente a la familia de Herta, descubierto el 28 de agosto de 1981 por Zdeňka Vávrová desde el Observatorio Kleť, České Budějovice, República Checa.

## Designación y nombre
Designado provisionalmente como 1981 QE1. Fue nombrado Deankoontz en homenaje a Dean Ray Koontz, autor estadounidense contemporáneo. Conocido por sus novelas de suspense con elementos de horror, fantasía, ciencia ficción y misterio.

## Características orbitales
Deankoontz está situado a una distancia media del Sol de 2,426 ua, pudiendo alejarse hasta 2,910 ua y acercarse hasta 1,942 ua. Su excentricidad es 0,199 y la inclinación orbital 1,535 grados. Emplea 1380,84 días en completar una órbita alrededor del Sol.

## Características físicas
La magnitud absoluta de Deankoontz es 14. Tiene 3,852 km de diámetro y su albedo se estima en 0,366. 